# Pont-à-Mousson
Pont-à-Mousson este un oraș în nord-estul Franței, în departamentul Meurthe-et-Moselle, în regiunea Lorena, la jumatatea distanței dintre cele două aglomerari urbane ale regiunii, Metz si Nancy. Orașul, având o populație de 15.000 locuitori, este traversat de cursul râului Mosel, peste care se întinde un pod datând din secolul al XI-lea.
1. ↑  répertoire géographique des communes, accesat în 26 octombrie 2015
2. ↑  dataset of postal codes in France, 1 octombrie 2018